# إدغار نونيز
إدغار نونيز (بالإسبانية: Edgar Nuñez)‏ هو مدرب كرة قدم ولاعب كرة قدم هندوراسي في مركز الهجوم، ولد في 23 أغسطس 1979 في هندوراس. شارك مع منتخب هندوراس لكرة القدم. أما مع النوادي، فقد لعب مع ريال إسبانيا ونادي بيدا ونادي ماراثون.

## وصلات خارجية
- إدغار نونيز على موقع قاعدة بيانات كرة القدم.إي يو (الإنجليزية)
- إدغار نونيز على موقع ناشيونال فوتبول تيمز (الإنجليزية)